# Saapaskoski kanal
Saapaskoski kanal (fi. Saapaskosken kanava) är en kanal i Finland. Den ligger i Eno i landskapet Norra Karelen, i den sydöstra delen av landet, 400 km nordost om huvudstaden Helsingfors.